# 조 유백
조 유백(曹 幽伯, ? ~ 기원전 826년, 재위: 기원전 834년 ~ 기원전 826년)은 중국 춘추 시대 조(曹)나라의 7대 군주로, 휘는 강(彊)이다.

## 사적
형 이백(夷伯)이 죽고, 대신하여 뒤를 이었다.
유백 9년(기원전 826년), 아우 소(蘇)에게 시해당하였다.

## 출전
- 사마천, 《사기》
  - 권14 십이제후연표(十二諸侯年表)
  - 권35 관채세가(管蔡世家)

| 전임 형 이백 희 | 제7대 조나라의 백작 기원전 834년 ~ 기원전 826년 | 후임 동생 대백 소 |